# Жёлтая линия (Метро Ньюкасла)
Жёлтая линия — первая построенная линия в Ньюкасле. Состоит из 39,8 км и 16 станций, из которых 14 станций наземные и 2 подземные. Первый участок был построен 11 августа 1980 года от станции Хаймаркет до станции Тайнмус.
Самая напряжённая станция — Монумент (пересадка на Зелёную линию).
На участке Саут Госфорт-Пилау линии идут параллельно и станции называются одинаково. Этот участок является маршрутом поездов Жёлтой линии. Он соединяет 2 участка этой линии, но его в основном относят к Зелёной линии.

## Развитие
- 11 августа 1980 года — Хаймаркет-Тайнмус

- 1981 — Саут Госфорт-Пилау (параллельные линии)

- 1982 — Shield-Cullercoats

- декабрь 2005 — Хеббурн-Чичестер

- 2007 — построена станция метро Симонсайд

## Станции

### 1 участок
- Хаймаркет
- Монумент
- Манорс
- Чилингэм-Роуд
- Волкергейт
- Адриан-роуд
- Хаудон
- Парси Мэйн
- Мидау Велл
- Тайнмус

### 2 участок
- Хеббурн
- Джарроу
- Боуд
- Симонсайд
- Тайн Док
- Каллеркоутс
- Чичестер

### Участок Саут Госфорт — Пилау (параллельные линии)
- Саут Госфорт
- Лифорд-роуд
- Западный Джесмонд
- Джесмонд
- Монумент
- Центральная станция (Central station)
- Гейтшед
- Гейтшед-Стадиум
- Феллинг
- Хевёрс
- Пилау